# Ornithoteuthis
Genre

## Liste des espèces
- Ornithoteuthis antillarum Adam, 1957 - encornet oiseau
- Ornithoteuthis volatilis (Sasaki, 1915)